# Jean-Pierre Bernés
Pour les articles homonymes, voir Bernés.
Cet article possède un paronyme, voir Jean-Pierre Bernès.
Jean-Pierre Bernés, né le 28 janvier 1940 à Beyrouth et mort le 10 juillet 2020 à Pessac,, est un homme de lettres, diplomate et traducteur français de Jorge Luis Borges.

## Biographie
Jean-Pierre Bernés est originaire de Gascogne.
Sachant lire dès l'âge de 3 ans, il est élevé par sa grand-mère et suit des cours de piano et de chant au Conservatoire de Bordeaux.
Agrégé d'espagnol possédant une thèse d'État en études hispaniques et un diplôme en relations internationales, il est enseignant à l'École normale supérieure, puis est nommé à l'ambassade de Buenos Aires en 1975 comme attaché culturel.
Bernés a aussi été enseignant à Rabat, à la Sorbonne et à Sciences Po.

### Éditeur des œuvres de Borges
Bernés fait la connaissance de Jorge Luis Borges à l'occasion de son séjour en Argentine (en tant qu'attaché culturel) et le retrouve plus tard quand l'écrivain vient en Europe, vers la fin de sa vie. Ils ont de longues discussions en français sur la littérature, la musique et les traductions d'œuvres.
Il participe à des salons littéraires, fréquente la cantatrice Régine Crespin, la danseuse Maïa Plissetskaïa, Roger Caillois, Wladimir d'Ormesson ou encore Drieu La Rochelle. « Pour lui, dit Bernés, j'étais la France, le pays de la littérature, je lui lisais La Chanson de Roland, nous récitions Ronsard ou Montaigne, son auteur fétiche, qu'il était fier de côtoyer dans l'édition de la Pléiade. »
Il est l'éditeur dans la Pléiade de ses œuvres complètes : il a été l'ami de Borges pendant onze ans, lui rendait visite à Genève, travaillait avec lui, parfois mot à mot, en tenant compte que Borges était aveugle depuis 1955. L'écrivain lui dit même : « Je vous condamne à être la mémoire de Borges ».

### Fin de vie
Il s'installe à Audenge. La veuve de Borges, Maria Komada, qui avait pourtant salué à sa sortie l'excellence du travail de Bernès, fait obstacle à toute réimpression. Finalement au bout de dix ans de bataille juridique, un compromis a été trouvé.
Pierre Bouchilloux réalise un documentaire pour France 3 sur Jean-Pierre Bernès.

## Ouvrages
- Un voyageur français en Espagne dans la 1ère moitié du XIXe siècle, le baron Taylor, thèse. Paris-Nanterre, 1973.
- Arts et objets du Maroc, 1974.
- Œuvres complètes de Jorge Luis Borges en deux volumes, éditions Gallimard, collection de la Bibliothèque de la Pléiade, 1993-1999, réédition 2010.
- Album Borges, iconographie choisie et commentée par Jean-Pierre Bernés (Albums de la Pléiade), bibliothèque de la Pléiade, éditions Gallimard, 1999.
- Jorge-Luis Borges : la vie commence, Le Cherche Midi, 2010.